# Michelle Perrot
Michelle Perrot (París, 18 de mayo de 1928 ) es una historiadora y feminista francesa, profesora emérita de historia en la Universidad Paris-Diderot. Es pionera del estudio de la historia de las mujeres en Francia.

## Biografía
Agregada, reconocida con la Legión de Honor, es una gran especialista en la historia del siglo XIX.
Es profesora emérita de la Universidad París VII – Denis Diderot, donde ha efectuado parte de su carrera, tras abandonar la Sorbona en los setenta. Se ha ocupado de la historia de las mujeres (es una pionera en estos estudios), de la clase obrera, y más adelante a interpretaciones sociales comprometidas, en programas contra el Sida o en defensa de la cultura de la paz. Ha sido amiga y colaboradora de Foucault.
Perrot publicó inicialmente Le socialisme et le pouvoir, Enquêtes sur la condition ouvrière en France au XIXe siècle, así como su importante tesis sobre los movimientos obreros Les ouvriers en grève. por esos años ha estudiado la vida de las clases populares, publicando tanto en Francia como en Inglaterra. Por otra parte, Perrot ha editado la Lettres des filles de Karl Marx, París, Albin Michel, 1979, así como los Écrits pénitentiaires de Alexis de Tocqueville (París, Gallimard, 1984), y el Journal intime de Caroline B., con G. Ribeill (París, Montalba, 1985). Y la recopilación de George Sand, Politique et polémiques (París, Imprimerie Nationale, 1997). 
Su dedicación a la estricta historia social se ha ampliado notablemente. Perrot dirigió el volumen cuarto, relativo al siglo XIX, de la Historia de la vida privada, dirigida por Ph. Ariès, G. Duby (Madrid, Taurus, 1989; or. 1987). Tras una notable edición de Bentham siguió su trabajo con Michel Foucault en L'impossible prisson (París, Le Seuil, 1980; trad. parcial: Barcelona, Anagrama, 1982). Y ha seguido trabajando sobre el sistema penitenciario, hoy sus artículos están en Les ombres de l’histoire. Crime et châtiment au XIXe siècle.

## Aportación a la historia del movimiento obrero y de las prisiones
Ha trabajado especialmente sobre los movimientos obreros (Les ouvriers en grève, Mouton, 1974 su tesis dirigida Ernest Labrousse), las encuestas sociales, la delincuencia y el sistema penitenciario (sobre este tema sus principales artículos se reunieron en Les ombres de l’histoire. Crime et châtiment au xixe siècle, Flammarion, 2001), colaborando con Michel Foucault y animando de 1986 a 1991 con Robert Badinter un seminario sobre la prisión bajo la Tercera República en la Escuela de altos estudios en ciencias sociales.

## Aportación a la historia de las mujeres y a la historia de géneros
Michelle Perrot ha contribuido sobre todo en la emergencia de la historia de las mujeres de la que es pionera en Francia. Dirigió con Georges Duby la Histoire des femmes en Occident (Historia de las mujeres en Occidente) (5 vol., Plon, 1991-1992) y publicó el conjunto de sus artículos sobre el tema en Les femmes ou les silences de l’histoire, Flammarion, 2001 (Las mujeres y el silencio de la historia).